# Pacte d'honor
 Pacte d'honor (títol original en anglès: The Indian Fighter) és un western estatunidenc dirigit per André De Toth estrenat el 1955. Ha estat doblat al català.

## Argument[2]
Oregon 1870. L'explorador Johnny Hawks, que coneix bé la cultura índia, és enviat amb Núvol Vermell (Red Cloud) cap dels Sioux per tal de demanar-li l'autorització de fer travessar una comitiva pel seu territori. Però dos renegats, a la recerca d'una mina d'or, assassinen Llop Gris un membre de la tribu.

## Repartiment
- Kirk Douglas: Johnny Hawks
- Elsa Martinelli: Onahti
- Walter Matthau: Wes Todd
- Diana Douglas: Susan Rogers
- Lon Chaney Jr.: Chivington
- Eduard Franz: Nuage Rouge
- Alan Hale Jr.: Bill / Will Crabtree
- Elisha Cook Jr.: Briggs
- William Phipps: Tinent Blake
- Harry Landers: Loup Gris
- Hank Worden: Ours Brun / Geôlier

## Al voltant de la pel·lícula
- Primera pel·lícula produïda per Kirk Douglas,  Pacte d'honor, sensiblement menys referenciada que Fletxa trencada de Delmer Daves o Apatxe de Robert Aldrich, és un dels westerns que contribuiran, en els anys cinquanta, a la restauració d'una imatge més humana dels pobles indis.
- Pacte d'honor és el primer paper important de l'actriu italiana Elsa Martinelli.